# Asendorf (Diepholz)
Asendorf è un comune di 3.036 abitanti della Bassa Sassonia, in Germania.
Appartiene al circondario (Landkreis) di Diepholz (targa DH) ed è parte della comunità amministrativa (Samtgemeinde) di Bruchhausen-Vilsen.

## Geografia antropica

### Suddivisioni amministrative
Il territorio comunale comprende le frazioni (Ortsteil) di Brebber, Essen, Graue, Haendorf, Hohenmoor, Kuhlenkamp e Uepsen.